# Pêche à la ligne aux Jeux olympiques de 1900
Vous lisez un « bon article » labellisé en 2019.
La pêche à la ligne est une des épreuves des Jeux olympiques de 1900, organisés dans le cadre de l'Exposition universelle de Paris. La présence d'un concours de pêche parmi les épreuves sportives occasionne un débat entre les organisateurs de l'Exposition et le comité d'organisation des « sports nautiques ». La pêche, très pratiquée par les classes populaires, est présentée comme un moyen de les attirer vers des concours qui pourraient autrement apparaître comme réservés à l'élite sociale. Bien qu'aucune distinction entre les différents sports ne soit faite sur le moment, la pêche à la ligne n'est pas considérée comme une épreuve officielle des Jeux de 1900.
Le concours de pêche est organisé à Paris, sur l'île aux Cygnes, le long de la Seine. Il attire 600 concurrents, dont au moins une femme, et un total de 20 000 spectateurs sur les quatre jours de compétition. En tout, 2 051 poissons sont capturés, dont 881 par les 57 concurrents de la finale le mercredi 8 août. Les membres des sociétés de pêche parisiennes doivent se contenter des places d'honneur, même si M. Goethiers, épicier à Bougival et sociétaire à Louveciennes, se classe premier en nombre de prises. Les Parisiens sont supplantés par les pêcheurs de la Ligue picarde, venus en force et très organisés. Ainsi, Élie Lesueur reçoit le titre de « champion du monde » ainsi qu'une coupe des mains d'Émile Loubet, le président de la République, pour avoir sorti le plus gros poisson, et son coéquipier Hyacinthe Lalanne, grâce à ses 47 prises, reçoit une médaille d'or et un diplôme de « premier du monde ». La représentante féminine de la Ligue picarde, Madame B., a aussi les honneurs de la presse sportive avec sa photo dans le no 101 de La Vie au grand air du 19 août 1900 qui consacre plusieurs pages au concours.
L'organisation du concours s'avère déficitaire : elle reçoit 14 000 francs de subvention de l'organisation de l'Exposition universelle, mais elle coûte un peu plus de 18 000 francs, dont 5 600 francs en prix. Elle ne perçoit par ailleurs guère plus de 1 500 francs, principalement en frais d'inscription.

## Organisation
Les épreuves de pêche à la ligne des Jeux olympiques de 1900 sont organisées dans le cadre de l'Exposition universelle de Paris. Elles sont englobées dans les « sports nautiques » en général : ceux-ci comprennent aussi la natation, l'aviron, le water-polo, la voile mais encore les concours de bateaux à moteur,,.
La présence de la pêche parmi les concours sportifs au cours de l'Exposition universelle fait l'objet d'un débat. Les organisateurs de l'Exposition refusent tout net, arguant du fait que la pêche n'est pas un sport. Le comité d'organisation des sports nautiques proteste avec véhémence et le poids des personnalités le composant l'emporte : la pêche est admise parmi les concours, mais avec une subvention bien moindre : 14 000 francs au lieu des 92 000 francs demandés,. Le comité général d'organisation des sports nautiques est en effet présidé par l'amiral Duperré et comprend des sénateurs et anciens ministres comme Édouard Barbey ou Pierre Baudin, mais surtout de nombreux présidents d'associations de pêcheurs. La France compte alors au moins 330 sociétés de pêche très actives car fortes du soutien de plus d'un million d'adhérents, la plupart d'entre eux issus de la classe ouvrière. Cet argument a été essentiel. En effet, à la différence des autres sports, et des autres fédérations sportives, la pêche est considérée alors comme « accessible à toutes les classes de la société et à tous les individus ». La pêche serait alors un moyen d'associer plus directement les classes populaires aux concours sportifs de l'Exposition universelle. Un autre argument est économique et écologique. Les concours sont vus comme un encouragement à améliorer l'état de santé des cours d'eau français. Les pêcheurs, et les organisateurs, insistent en effet pour qu'ils soient repeuplés afin de fournir aux plus pauvres soit un complément de revenu soit une amélioration de leur régime alimentaire,.

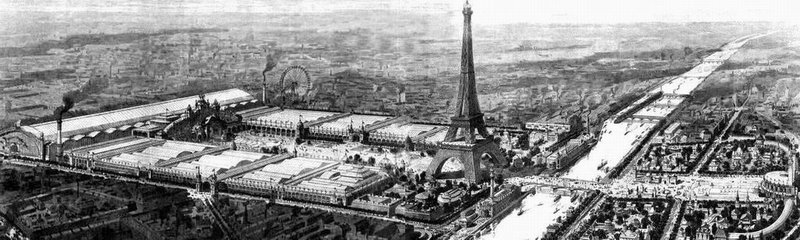
L'Exposition universelle de Paris : au fond l'île aux Cygnes où les épreuves de pêche à la ligne sont organisées.

C'est plus directement le syndicat central des présidents des sociétés et syndicats de pêcheurs à la ligne de France qui est chargé d'organiser le concours. Le comité d'organisation est donc présidé par Émile Ehret, président de l'Association syndicale des pêcheurs à la ligne de Paris ; ses vice-présidents sont MM. Ravet de Monteville (président du syndicat des pêcheurs à la ligne de Lille), J. B. Joulin (président de la société des pêcheurs à la ligne de Haute-Garonne), le marquis de Tanlay (représentant les pêcheurs de l'Yonne), Bichat (président de la société des pêcheurs à la ligne de Meurthe-et-Moselle), L. Rey du Boissieu (président de l'Union des pêcheurs à la ligne de Rennes) et Gustave Frenzer (président du syndicat des pêcheurs à la ligne de Saumur). Tous les autres membres sont comme eux des bourgeois présidant des sociétés locales ou départementales de pêche.
Un jury est nommé par le comité. Il est dirigé par Albert Petit (vice-président du comité d'honneur du Syndicat central des pêcheurs à la ligne de France). Ses vice-présidents sont le Néerlandais C. C. A. de Wit (président du Club de pêche d'Amsterdam), L. Mersey et le docteur Navarre. Ses membres sont Th. Brenot, le comte Camille de Briey, député belge, André Dejean, Charles Deloncle, M. d'Hénouville, Émile Ehret, John Labusquière, Louis Lion et M. Magnien.
Les concours sont prévus pour se dérouler sur quatre jours à partir du dimanche 5 août, dans la Seine, sur son bras gauche créé par l'île aux Cygnes, entre le pont d'Iéna et le pont de Grenelle, au pied donc des principaux lieux de l'Exposition universelle,. D'un point de vue organisationnel, l'île est adéquate : elle propose une longue ligne droite mettant les concurrents à égalité et offrant un point de vue excellent au public. Cependant, le choix du lieu ne plaît guère aux organisateurs : la Seine est en effet « ruinée » et dépeuplée ; les poissons y sont très petits. De plus, ce bras gauche est peu oxygéné l'été et les poissons le fuient. Enfin, juste avant le début du concours, les 27 et 28 juillet, une pollution accidentelle à cause d'un égout au niveau du pont de la Concorde tue plus de 30 tonnes de poissons dans le fleuve,.
Au total, l'organisation coûte 18 105 francs, dont 3 200 en publicité (brochures, affiches, programmes…), 2 400 en préparation du lieu de compétition (dont fauchage des herbes sur la berge), 2 500 en frais de personnel et surtout 5 600 francs en prix lors des séries et de la finale. En face, le concours n'a reçu de l'organisation de l'Exposition universelle qu'une subvention de 14 000 francs. De plus, les recettes dépassent à peine les 1 500 francs, soit les inscriptions de 500 des concurrents. Les entrées le dimanche ne rapportent que 46 francs ; le comité d'organisation décide donc de ne plus faire payer les jours suivants. La buvette couvre à peine ses frais. Il semble donc que les 8 000 à 9 000 spectateurs du dimanche aient regardé le concours de loin. Sur les quatre jours, ce sont autour de 20 000 personnes qui assistent à l'ensemble des épreuves.

## Engagements
Les concours sont ouverts à tous : hommes et femmes à partir de 18 ans ; Français ou étrangers ; membres de société de pêche ou non. Le droit d'entrée est fixé à 3 francs, à verser avant le 15 juin au président du comité d'organisation. Pour faciliter les choses, les pêcheurs individuels sont invités à concourir en même temps que les sociétés de pêche de leur ville, département ou pays. 
Le nombre de places avait été limité à 600 : deux séries de 100 pêcheurs pour chacun des trois premiers jours des concours. Près de 3 000 personnes ont essayé de s'inscrire le dimanche 5 août. Le nombre d'inscrits les lundi et mardi a surpris le jury, car nombre d'entre eux sont des ouvriers, par essence non disponibles en semaine. Par contre, sur les 600 inscrits, seuls 500 ont payé les frais d'inscription. Le président du comité d'organisation a pris à sa charge les frais d'une centaine de participants.
Les pêcheurs français sont très majoritaires (560 concurrents) contre seulement 40 étrangers. Ceux-ci viennent d'Allemagne, de Belgique, de Grande-Bretagne, d'Italie et des Pays-Bas.

## Épreuves

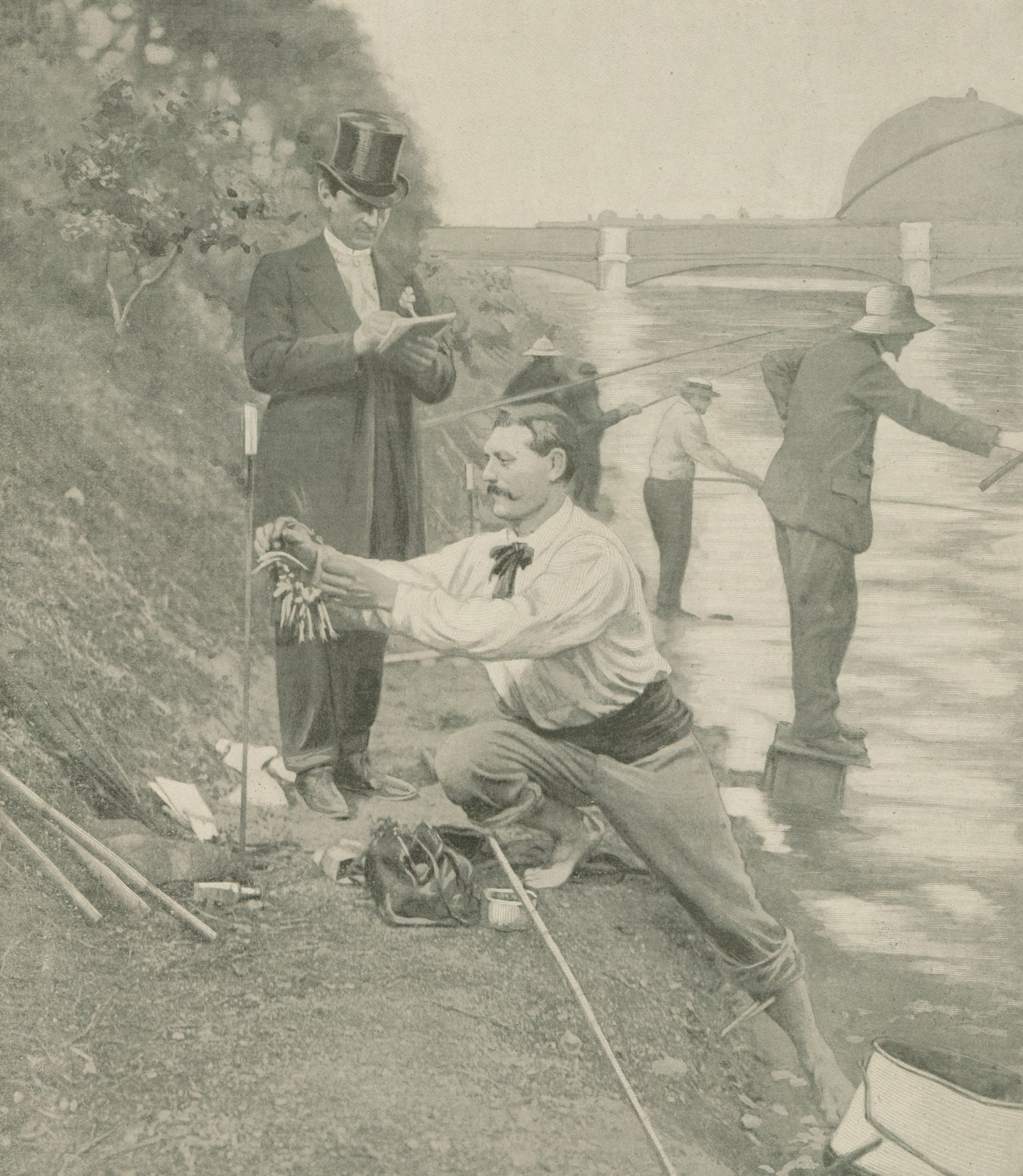
Illustration du concours international de pêche à la ligne dans le no 101 de La Vie au grand air du 19 août 1900.

Les trois premiers jours des épreuves (5, 6 et 7 août), deux séries de cent pêcheurs s'affrontent durant une heure et demie. Chaque concurrent n'a droit qu'à une seule ligne, avec un maximum de deux hameçons. S'il a le droit d'utiliser une épuisette, il ne peut pas se faire aider. Les concurrents sont aussi autorisés à utiliser autant d'amorces qu'ils le désirent. Afin de ne pas défavoriser les concurrents provinciaux et étrangers par rapport aux concurrents parisiens, qui potentiellement connaissent les lieux, ils ont été séparés. La première série du dimanche est réservée en priorité aux étrangers ; la seconde du dimanche et le lundi pour les provinciaux ; le mardi pour les Parisiens.
Les concurrents sont classés par nombre de prises dans chaque série. Un prix principal de 200 francs est décerné au pêcheur ayant remonté le poisson le plus lourd. Les dix premiers se partagent ensuite une somme totale de 100 francs répartie de façon dégressive, l'égalité en nombre de prises étant départagée au poids. Les dix premiers sont aussi qualifiés pour le « concours d'honneur » (la finale) du mercredi. Le dimanche, le concours est présidé par Pierre Baudin, le ministre des Travaux publics ; le lundi par Ernest Monis, le Garde des Sceaux ; le mardi par Justin de Selves, préfet de la Seine et le mercredi par Jean Dupuy, le ministre de l'Agriculture.
L’illustration du concours dans le no 101 de La Vie au grand air du 19 août 1900 donne le ton des épreuves. Le pêcheur mis en avant porte une tenue semblable à celle des gymnastes d'alors : chemise blanche et ceinture de flanelle ; il est aussi représenté dans une position sportive. La pêche est bel et bien montrée comme un sport à l'égal des autres. Le membre du jury, en grande tenue sombre avec un haut-de-forme, ajoute au sérieux de la situation. Il note consciencieusement dans son carnet la maigre pêche du concurrent.
Les séries no 1, 3 et 4 ont connu un succès mitigé. Étrangers et provinciaux ont en effet préféré « pêcher au gros », attirés par le prix principal de 200 francs. La seconde série comprend de nombreux pêcheurs d'Amiens qui étaient venus reconnaître les lieux et s'étaient renseignés sur les types de proies : elle a beaucoup mieux réussi,. Pourtant, l'organisation a prévenu dans le règlement qu'il n'y a aucun saumon dans la Seine et qu'il faut plutôt compter sur du gardon, ablette, chevesne, goujon, brème, hotu (que le jury appelle « mulet »), barbillon, carpe, perche et brochet ; plus rarement lotte, vandoise, tanche et anguille. En fait, c'est surtout du « menu fretin » qui est sorti de l'eau.
Résultats des séries (1 800 francs de prix au total) :
- Série no 1, dimanche matin, principalement des concurrents non-français : 17 poissons (seulement neuf concurrents classés) ;
- Série no 2, dimanche après-midi, concurrents provinciaux, dont les deux-tiers ont pêché « au petit » : 104 poissons ;
- Série no 3, lundi matin, concurrents provinciaux : 78 poissons ;
- Série no 4, lundi après-midi, concurrents provinciaux : 66 poissons ;
- Série no 5, mardi matin, concurrents parisiens : 264 poissons ;
- Série no 6, mardi après-midi, concurrents parisiens : 641 poissons.

Lors d'une des séries de province, Madame B., membre de la société de pêche d'Amiens, s'est classée dans les dix premiers et est donc qualifiée pour le concours d'honneur.
Le concours d'honneur du mercredi oppose 57 concurrents, dont vingt Parisiens. Ils capturent un total de 881 poissons, soit une moyenne de seize poissons par finaliste. Les 24 premiers se partagent 3 800 francs de prix. Le jury classe par société de pêche, :
Prix d'honneur du plus gros poisson : Élie Lesueur (Amiens) reçoit le titre de « champion du monde » ainsi qu'une coupe des mains d'Émile Loubet, le président de la République, ;
puis, :
1. M. Goethiers[N 3] (Louveciennes) ;
2. Hyacinthe Lalanne (Amiens), grâce à ses 47 prises reçoit une médaille d'or et un diplôme de « premier du monde » ;
3. Paris ;
4. Paris ;
5. Paris.

La Ligue picarde, société de pêche basée à Amiens, a envoyé au moins quinze pêcheurs (et une pêcheuse) qui se distinguent en portant la même tenue kaki et un chapeau à larges bords. Ils sont accompagnés en outre d'une fanfare et d'une cantinière. Leurs exploits leur valent un accueil triomphal à leur retour à Amiens, où ils sont désignés dans les discours officiels de « première société de pêche à la ligne du monde entier ».

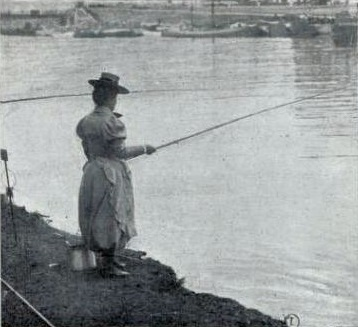
Madame B., membre de la société de pêche d'Amiens. (no 101 de La Vie au grand air du 19 août 1900).
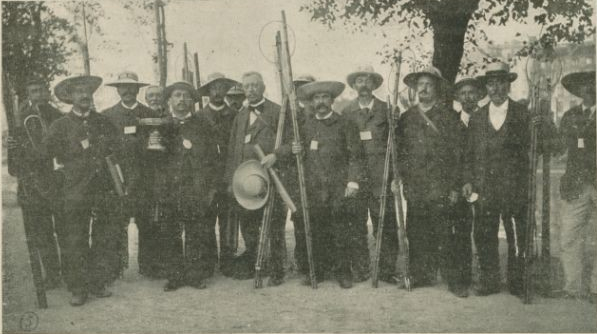
L'équipe masculine de la Ligue picarde, Élie Lesueur tient sa coupe de « champion du monde ». (no 101 de La Vie au grand air du 19 août 1900).

## Épreuve olympique?
En 1900, les épreuves sportives sont organisées dans le cadre de l'Exposition universelle de Paris et beaucoup d'entre elles ne sont pas annoncées en tant qu'épreuves olympiques. Bien que le Comité international olympique n'ait jamais pris de décision formelle à ce sujet, certaines épreuves telles que la pêche à la ligne sont actuellement considérées comme non-officielles,.
L'ambiguïté repose sur la concurrence qui s'est développée après les Jeux d'Athènes entre d'un côté Pierre de Coubertin, qui veut organiser les Jeux de la IIe Olympiade à Paris mais qui ne réussit pas à mettre en route son projet, et de l'autre Alfred Picard, commissaire général de l'Exposition universelle, qui veut, dans le cadre de l'Exposition, organiser aussi des « concours internationaux d'exercices physiques et de sports ». L'instance dirigeant alors le sport en France, l'Union des sociétés françaises de sports athlétiques penche finalement en novembre 1898 pour les concours de l'Exposition plutôt que pour les Jeux de Coubertin. Ce dernier, qui est président du Comité international olympique, est alors obligé au printemps 1899 d'accepter le compromis que suggère l'USFSA : « Les concours de l'Exposition tiennent lieu de Jeux olympiques pour 1900 et comptent comme équivalent de la deuxième olympiade. » De même, le concept de « Jeux olympiques » est alors peu connu, à la différence de la situation contemporaine. Aussi, nombre de concours sont seulement appelés « championnats du monde », terme plus populaire. C'est donc a posteriori qu'ils sont devenus « olympiques ».